# Вортчинское (сельское поселение)
Вортчинское — упразднённое муниципальное образование со статусом сельского поселения в Шарканском районе Удмуртии Российской Федерации.
Административный центр — деревня Вортчино.
Законом Удмуртской Республики от 28 апреля 2021 года № 36-РЗ упразднено в связи с преобразованием Шарканского района в муниципальный округ.

## История
Статус и границы сельского поселения установлены Законом Удмуртской Республики от 13 апреля 2005 года № 11-РЗ «Об установлении границ муниципальных образований и наделении соответствующим статусом муниципальных образований на территории Шарканского района Удмуртской Республики».

## Население
| 2010 | 2012 | 2013 | 2014 | 2015 | 2016 | 2017 |
| ---- | ---- | ---- | ---- | ---- | ---- | ---- |
| 883  | ↘878 | ↗880 | ↘878 | ↘862 | ↗869 | ↘848 |
| 2018 | 2019 | 2020 |      |      |      |      |
| ↘823 | ↗826 | ↘799 |      |      |      |      |

## Состав сельского поселения
| № | Населённый пункт | Тип населённого пункта          | Население |
| - | ---------------- | ------------------------------- | --------- |
| 1 | Бадьярово        | деревня                         | ↘125      |
| 2 | Бисул Кучес      | деревня                         | →74       |
| 3 | Вортчино         | деревня, административный центр | ↘302      |
| 4 | Кесшур           | деревня                         | ↘131      |
| 5 | Кулак-Кучес      | деревня                         | →113      |
| 6 | Тыловыл          | деревня                         | ↗133      |